# Flaveur

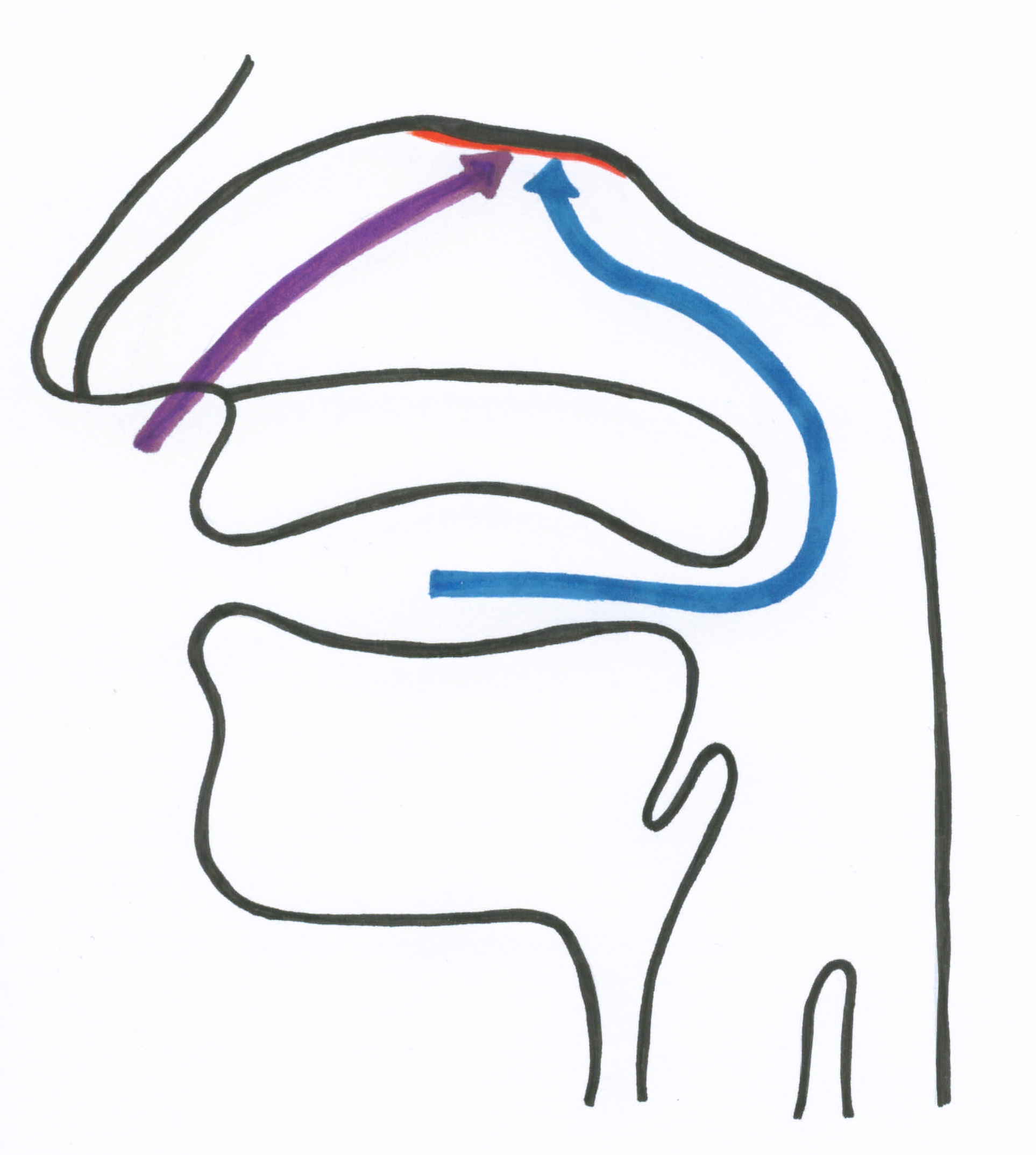
Parmi les flaveurs, les deux composantes de l'odorat empruntent la voie dite directe (l'odeur) et (l'arôme) jusqu'à l'.

Le terme flaveur (dérivé du terme anglais flavour, lui-même issu de l'ancien français flaour et du latin flare) désigne l'ensemble des sensations olfactives, gustatives et tactiles ressenties lors de la dégustation d'un produit alimentaire.
La communauté scientifique française est divisée, à propos de l'usage de ce terme. Dans les deux cas, goût ou flaveur, la sensation est synthétique : elle inclut les saveurs, les odeurs anténasales (ou orthonasales) et rétronasales, des sensations chimioréceptives, et, plus généralement, toutes les sensations qui conduisent à l'appréciation sensorielle d'un aliment (pseudo-chaleur, astringence,  texture en bouche (en), bruit). De 80 à 90 % de l'expérience sensorielle en bouche provient de l'olfaction mais c'est le goût qui prédomine et qui est responsable de la décision finale quant à déterminer si la nourriture est, pour l'organisme, potentiellement bénéfique ou toxique (les composés fortement salés, amers ou acides sont souvent signes de toxicité ou de poison alors que les composés sucrés et umamis sont généralement signe d'une nourriture riche en nutriments). 
Ces sensations sont le résultat de stimulus générés par une multitude de composés. Les composés les plus volatils sont détectés en premier. Ce n'est qu'au cours de la mastication que les autres composés, moins volatils, parviendront à atteindre les  récepteurs sensoriels, par les fosses rétronasales.